# Itureen
Itureen (latin Iturea) var under de hasmoneiska, herodianska och romerska perioderna en region i Israel. Dess närmare läge är omtvistat, och det nämns bara en gång i Bibeln, medan folkslagets namn, itureer (grekiska Ἰτουραῖοι eller Ἰτυραῖοι) påträffas i historiska källor. De sistnämnda nämns först av Eupolemus som en av de stammar som erövrades av Kung David, och därefter av Strabon, Plinius den äldre, Josefus, med flera, vilka anser itureerna som ett arabiskt (nabateiskt) folkslag. De var kända för romarna som ett rovgirigt folk, och uppskattades av dem för sin stora skicklighet i bågskytte. Itureerna erövrades av den hasmoneiska kungen Alexander Jannaeus och tvingades konvertera till judendomen.
Många kristna teologer, bland dem Eusebius, placerar med beaktande av den ovannämnda passagen i Lukas Itureen nära Trachonitis, men detta verkar strida mot alla historiska källor. Enligt Josefus låg det itureiska riket norr om Galileen, och 105 f.Kr. annekterade Aristobulus I, efter att ha besegrat itureerna, en del av landet till Judeen, och påtvingade invånarna judendom. Strabon anser att itureernas landområde ingår i Ptolemaios, son till Mennaeus rike, vars hov låg i Chalkis (?) och som regerade 85 - 40 f Kr. Ptolemaios efterträddes av sin son Lysanias, som av Dio Cassius kallas "Kung över itureerna". Omkring 23 f.Kr. föll Itureen med angränsande provinser i händerna på en hövding vid namn Zenodorus. Tre år senare, efter Zenodorus död, gav Augustus Itureen till Herodes den Store, som i sin tur testamenterade det till sin son Philip.
Att Itureen låg i närheten av berget Libanon bekräftas av en inskrift från omkring år 6 e.Kr. där Q. Aemilius Secundus berättar att han sände Quirinius till itureerna vid berget Libanon. År 38 gav Caligula Itureen till en viss Soemus, som av Dio Cassius och Tacitus kallas "Kung över itureerna". Efter Soemus död år 49 införlivades hans rike med provinsen Syrien. Efter detta införlivande bistod itureerna den romerska armén med soldater, och beteckningar som "Ala I. Augusta Ituræorum" och "Cohors I. Augusta Ituræorum" nämns i inskrifter.

## Etymologi
Flera härledningar av namnet Iturea har föreslagits:
1. John Lightfoot föreslog att en möjlig härledning är från orden hittur (förmögenhet), chitture (lya) eller ordet för "kröning" (d.v.s. "ittur), eller tio (d.v.s.. roten"-th-r) om Dekapolis ("tio städer"). Han ansåg det sista vara det minst sannolika och föredrog härledningen från chitture, som beskrev landskapet.[17]
2. William Muir föreslog att namnet kan härledas från Jetur (hebreiska Yetur), ett av de tidigare hagaritläger som hade erövrats av israeliterna under Sauls tid,[18], men i Josefus där båda namnen nämns, stavas Jetur (Ietour-) på grekiska annorlunda än Iturea (Itour-).
3. Smith's Bible Dictionary försöker likställa det moderna arabiska namnet på regionen, Jedur, med såväl Jetur som Iturea, men den arabiska bokstaven j motsvaras av hebreiska g, inte y, och den arabiska bokstaven d motsvarar inte heller hebreiska eller grekiska t. Därför är den traditionella uppfattningen att Jedur motsvarar bibliska Gedor.